# Moult-Chicheboville
Moult-Chicheboville es una comuna nueva francesa situada en el departamento de Calvados, en la región de Normandía.

## Historia
Fue creada el 1 de enero de 2017, en aplicación de una resolución del prefecto de Calvados de 8 de septiembre de 2016, con la unión de las comunas de Chicheboville y Moult, pasando a estar el ayuntamiento en la antigua comuna de Moult.

## Demografía
| Gráfica de evolución demográfica de Moult-Chicheboville entre 1800 y 2021 |
|                                                                           |

Los datos entre 1800 y 2013 son el resultado de sumar los parciales de las dos comunas que forman la nueva comuna de Moult-Chicheboville, cuyos datos se han cogido de 1800 a 1999 para las comunas de Chicheboville y Moult de la página francesa EHESS/Cassini. Los demás datos se han cogido de la página del INSEE.

## Composición
| Comuna delegada | Código INSEE | Población (2013) | Superficie (km²) | Densidad (hab./km²) |
| --------------- | ------------ | ---------------- | ---------------- | ------------------- |
| Chicheboville   | 14158        | 506              | 7.54             | 67                  |
| Moult           | 14456        | 2179             | 10.26            | 212                 |